# Résistivité
La résistivité d'un matériau, généralement symbolisée par la lettre grecque rho (ρ), représente sa capacité à s'opposer à la circulation du courant électrique. Elle correspond à la résistance d'un tronçon de matériau d'un mètre de longueur et d'un mètre carré de section et est exprimée en ohms mètres (ou ohms-mètres), de symbole Ω m (ou Ω⋅m). On utilise aussi :
- le Ω mm2/m = 10−6 Ω m ;
- le μΩ cm = 10−8 Ω m.

L'évolution de la résistivité avec la température dépend du matériau :
- pour les métaux, à la température ambiante, elle croit linéairement avec la température. Cet effet est utilisé pour la mesure de température (sonde Pt 100) ;
- pour les semi-conducteurs, elle décroît avec la température, la résistivité peut aussi dépendre de la quantité de rayonnement (lumière visible, infrarouge, etc.), absorbé par le composant.

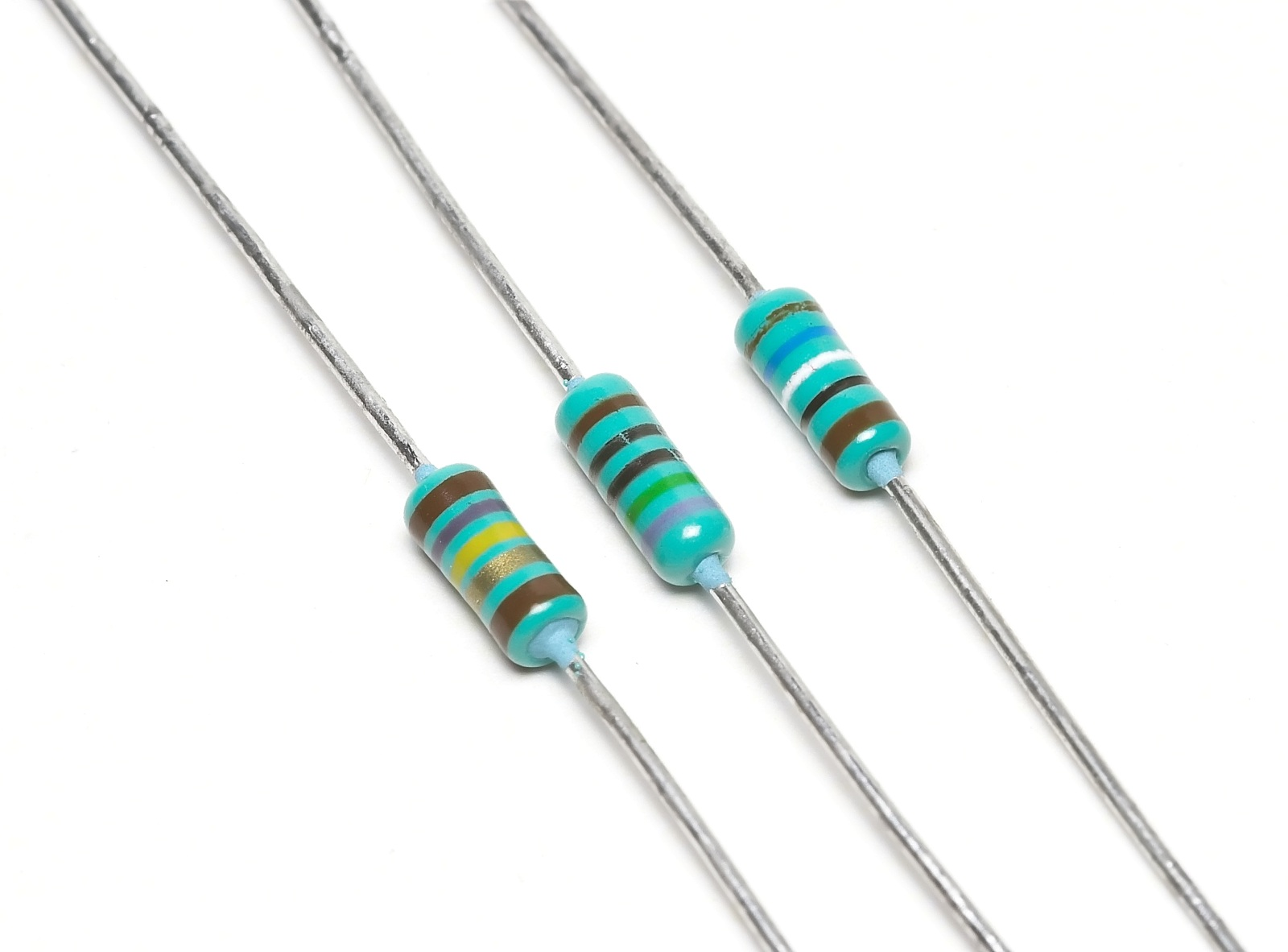
Résistances.

## Résistivité, résistance et conductance
La résistance {\displaystyle R} (en ohms) d'une pièce rectiligne de longueur {\displaystyle L} (en mètres) et de section droite d'aire {\displaystyle S} (en mètres carrés), faite d'un matériau de résistivité ρ (en ohms mètres), vaut : {\displaystyle R=\rho \,{\frac {L}{S}}}.
La résistivité est la grandeur inverse de la conductivité (symbole : σ) : {\displaystyle \rho ={\frac {1}{\sigma }}.}
La résistance est la grandeur inverse de la conductance (symbole : {\displaystyle G}) : {\displaystyle R={\frac {1}{G}}}.

## Mesure de la résistivité

### Résistivité d'une barre de matériau conducteur
Pour une barre de matériau homogène de section constante {\displaystyle S} et de longueur {\displaystyle L}, la résistivité {\displaystyle \rho } peut être retrouvée avec la loi de Pouillet : {\displaystyle R=\rho \cdot {\frac {L}{S}}}. La détermination de {\displaystyle R} se fait :
- soit par mesure directe (à l'aide d'un ohmmètre )  ;
- soit par calcul, en faisant circuler un courant {\displaystyle I} , puis en mesurant la tension {\displaystyle U} . La loi d'Ohm permet alors de calculer {\displaystyle R} soit  : {\displaystyle R={\frac {U}{I}}} .

### Résistivité des sols
On utilise un telluromètre et la méthode de Wenner :
On plante quatre piquets alignés et équidistants notés 1, 2, 3 et 4.  Le courant de mesure est injecté entre les piquets 1 et 4 et la résistance est mesurée entre 2 et 3. Si la distance entre deux piquets est {\displaystyle D}, la résistivité du sol se calcule par la formule :
{\displaystyle \rho =2\pi \,D\,R_{23}}.

### Résistivité des couches minces
La méthode des quatre pointes de van der Pauw (en) est utilisable pour mesurer la résistivité d'une couche mince. Il faut placer les quatre pointes près des bords de la couche à caractériser.
Soit un rectangle dont les côtés sont numérotés de 1 à 4 en partant du bord supérieur, et en comptant dans le sens des aiguilles d'une montre.
On injecte le courant entre deux points du bord 1 et on mesure la tension entre les deux points du bord opposé (bord 3). Le rectangle pouvant ne pas être strictement un carré, on effectue une deuxième mesure en injectant cette fois-ci le courant entre les deux points du bord 4, et comme précédemment on mesure ensuite la tension entre les deux points du bord opposé (bord 2). Il suffit ensuite de calculer, à l'aide de la loi d'Ohm, le rapport {\displaystyle {\frac {V}{I}}} pour chaque configuration de mesures. On obtient ainsi {\displaystyle R_{\text{AB,CD}}} et {\displaystyle R_{\text{AD,BC}}}.
La résistivité {\displaystyle \rho } est la solution de l'équation dite « équation de van der Pauw » (en) :
{\displaystyle \exp \left(-{\frac {\pi \,e}{\rho }}\,R_{\text{AB,CD}}\right)+\exp \left(-{\frac {\pi \,e}{\rho }}\,R_{\text{AD,BC}}\right)=1}
où {\displaystyle e} est l'épaisseur de la couche.
Une méthode de résolution consiste à calculer la résistance équivalente par la formule suivante :
{\displaystyle R_{\text{éq}}={\frac {\pi \,(R_{\text{AB,CD}}+R_{\text{AD,BC}})\,f}{2\ln 2}}},
{\displaystyle f} étant le facteur de forme obtenu d’après la relation :
{\displaystyle \cosh \left({\frac {R_{\text{AB,CD}}-R_{\text{AD,BC}}}{R_{\text{AB,CD}}+R_{\text{AD,BC}}}}\cdot {\frac {\ln 2}{f}}\right)={\frac {1}{2}}\,\exp \left({\frac {\ln 2}{f}}\right)}.
On calcule ensuite la résistivité par :
{\displaystyle \rho =R_{\text{éq}}e}.

## Calcul de la résistivité des cristaux
Dans le cas d'un cristal parfait, la résistivité peut être calculée en fonction des paramètres fondamentaux.

### Cristaux covalents
Les cristaux covalents sont des isolants, la bande interdite est large. Avec l'élévation de température, des électrons peuvent être suffisamment excités pour franchir le gap. La conductivité suit donc une loi en
{\displaystyle T^{\frac {3}{2}}e^{\frac {-E_{\text{g}}}{kT}}}
où :
- T est la température absolue ;
- Eg est la largeur de la bande interdite ;
- k est la constante de Boltzmann.

### Cristaux ioniques
Dans les cristaux ioniques, la conduction se fait par migration de défauts. Le nombre et la mobilité des défauts suivent une loi d'Arrhenius, la conductivité suit donc une loi similaire, en
{\displaystyle e^{\frac {-Q}{RT}}}
où :
- Q est l'énergie de formation ou de migration des défauts ;
- R est la constante des gaz parfaits ;
- T est la température absolue.

### Cristaux métalliques
Dans le cas des cristaux métalliques, la résistivité augmente linéairement avec la température ; cela est dû à l'interaction entre les électrons et les phonons.
Le premier modèle utilisé considère que les électrons se comportent comme un gaz, le libre parcours moyen des électrons étant déterminé par les chocs avec les ions (atomes du réseau sans leurs électrons libres, réseau appelé « gellium »). On trouve une résistivité valant
{\displaystyle \rho ={\frac {m}{Ne^{2}\tau }}}
avec :
- m : masse d'un électron ;
- N : nombre d'électrons par unité de volume, de l'ordre de 1028 m−3 ;
- e : charge élémentaire ;
- τ : temps de relaxation, c'est-à-dire durée moyenne séparant deux collisions.

Mais ce modèle ne prend pas en compte l'effet de la température ni des impuretés.
Selon la relation de Matthiessen, la conductivité comprend trois composantes :
ρ = ρT + ρi + ρD
avec :
- ρT : contribution de l'agitation thermique ;
- ρi : contribution des impuretés, de l'ordre du μΩ⋅cm/% d'impureté ;
- ρD : contribution des défauts atomiques.

Le modèle de Drude prend en compte l'effet Joule, c'est-à-dire l'énergie cinétique que les électrons cèdent au réseau à chaque collision. Comme les autres modèles, c'est un modèle non quantique, qui permet également de prévoir la conductivité thermique, mais décrit mal ce qui se passe pour les températures très basses.
La résistivité d'un métal à une température proche de la température ambiante est en général donnée par :
ρ = ρ0(1 + α0(θ - θ0))
avec :
- θ0 : température de référence (K) ou en (°C)
- ρ0 : résistivité à la température θ0 (Ωm) ;
- α0 : coefficient de température à la température θ0 (K−1) ;
- θ : température (K) ou en (°C) mais doit être de la même unité que  θ0.

| Métal     | α (10−3K−1) |
| --------- | ----------- |
| Argent    | 3,85        |
| Cuivre    | 3,93        |
| Aluminium | 4,03        |
| Plomb     | 4,2         |
| Tungstène | 4,5         |
| Nickel    | 5,37        |
| Fer       | 6,5         |

Attention α0 n'est valable qu'à la température θ0 : le véritable coefficient directeur de la caractéristique affine de la résistivité est ρ0α0. On peut voir que le coefficient α0 dépend lui même de la température de référence θ0 comme suit :
α0=1/(θ0 - θcarac )
avec :
θcarac : température caractéristique du métal considéré en (K) ou en (°C)
Ainsi pour le cuivre,  θcarac= -234,5 °C ce qui donne pour θ0 = 20 °C, α0 = 1/254,5 = 3,93 × 10−3 K−1 ce qui correspond à la valeur donnée dans le tableau ci-dessus.
On pourrait ainsi, pour chaque métal, donner la valeur caractéristique θcarac qui correspond en fait à la température qui annule la résistivité du métal quand on extrapole sa caractéristique affine pour des températures en deçà de la plage de validité de l'approximation affine :
| Métal     | θcarac (°C) | θcarac (K) |
| --------- | ----------- | ---------- |
| Argent    | −239,7      | 33,4       |
| Cuivre    | −234,5      | 38,7       |
| Aluminium | −228,1      | 45,0       |
| Plomb     | −218,1      | 55,1       |
| Tungstène | −202,2      | 70,9       |
| Nickel    | −166,2      | 106,9      |
| Fer       | −133,8      | 139,3      |

L'équation devient :
ρ = ρ0(1 + (θ - θ0) / (θ0 - θcarac ) ) = ρ0(θ - θcarac ) / (θ0 - θcarac )

## Résistivités usuelles

### Métaux
En général, la résistivité électrique des métaux augmente avec la température. Les interactions électrons-phonons peuvent jouer un rôle clé. Aux températures élevées, la résistance d'un métal augmente linéairement avec la température.
| Métal      | Résistivité à 20 °C (Ω m) |
| ---------- | ------------------------- |
| Argent     | 16 × 10−9                 |
| Cuivre     | 17 × 10−9                 |
| Or         | 22 × 10−9                 |
| Aluminium  | 28 × 10−9                 |
| Magnésium  | 43 × 10−9                 |
| Bronze     | 55 × 10−9                 |
| Zinc       | 61 × 10−9                 |
| Laiton     | 71 × 10−9                 |
| Cadmium    | 76 × 10−9                 |
| Nickel     | 87 × 10−9                 |
| Fer        | 100 × 10−9                |
| Platine    | 111 × 10−9                |
| Étain      | 120 × 10−9                |
| Plomb      | 208 × 10−9                |
| Constantan | 500 × 10−9                |
| Mercure    | 941 × 10−9                |
| Nichrome   | 1 000 × 10−9              |

Résistivité des métaux purs pour des températures entre 273 et 300 K (10-8 Ω⋅m) : 
| H       |         |    |         |         |         |         |         |         |        |         |          |         |          |         |         |       |    | He |
| Li 9,55 | Be 3,76 |    |         |         |         |         |         |         |        |         |          |         | B        | C       | N       | O     | F  | Ne |
| Na 4,93 | Mg 4,51 |    |         |         |         |         |         |         |        |         |          |         | Al 2,733 | Si      | P       | S     | Cl | Ar |
| K 7,47  | Ca 3,45 |    | Sc 56,2 | Ti 39   | V 20,2  | Cr 12,7 | Mn 144  | Fe 9,98 | Co 5,6 | Ni 7,2  | Cu 1,725 | Zn 6,06 | Ga 13,6  | Ge      | As      | Se    | Br | Kr |
| Rb 13,3 | Sr 13,5 |    | Y 59,6  | Zr 43,3 | Nb 15,2 | Mo 5,52 | Tc      | Ru 7,1  | Rh 4,3 | Pd 10,8 | Ag 1,629 | Cd 6,8  | In 8     | Sn 11,5 | Sb 39   | Te    | I  | Xe |
| Cs 21   | Ba 34,3 | *  | Lu 58,2 | Hf 34   | Ta 13,5 | W 5,44  | Re 17,2 | Os 8,1  | Ir 4,7 | Pt 10,8 | Au 2,271 | Hg 96,1 | Tl 15    | Pb 21,3 | Bi 107  | Po 40 | At | Rn |
| Fr      | Ra      | ** | Lr      | Rf      | Db      | Sg      | Bh      | Hs      | Mt     | Ds      | Rg       | Cn      | Nh       | Fl      | Mc      | Lv    | Ts | Og |
|         |         | ↓  |         |         |         |         |         |         |        |         |          |         |          |         |         |       |    |    |
|         |         | *  | La 4,7  | Ce      | Pr 70   | Nd 64,3 | Pm 75   | Sm 94   | Eu 90  | Gd 131  | Tb 115   | Dy 92,6 | Ho 81,4  | Er 86   | Tm 67,6 | Yb 25 |    |    |
|         |         | ** | Ac      | Th 14,7 | Pa 17,7 | U 28    | Np      | Pu      | Am     | Cm      | Bk       | Cf      | Es       | Fm      | Md      | No    |    |    |

L'argent métallique est le corps pur simple qui est le meilleur conducteur d'électricité à température ambiante.

### Conducteurs non métalliques
| Nom du matériau | Résistivité à 20 °C (Ω·m) |
| --------------- | ------------------------- |
| Carbone         | 40 × 10−6                 |

### Isolants
| Nom du matériau | Résistivité (Ω·m) |
| --------------- | ----------------- |
| Eau pure        | 1,8 × 105         |
| Verre           | 1017              |
| Air             | variable          |
| Polystyrène     | 1020              |